# Sopot (Serbie)
Pour les articles homonymes, voir Sopot (homonymie).
Sopot (en serbe cyrillique : Сопот) est une ville et une municipalité de Serbie situées sur le territoire de la Ville de Belgrade. Sopot fait partie des 7 municipalités périurbaines du district. Au recensement de 2011, la ville comptait 1 887 habitants et la municipalité dont elle est le centre 20 199.
Le nom de la ville de Sopot vient d’un vieux mot slave signifiant « la source ».

## Géographie
La ville de Sopot est située au nord du mont Kosmaj.

## Localités de la municipalité de Sopot

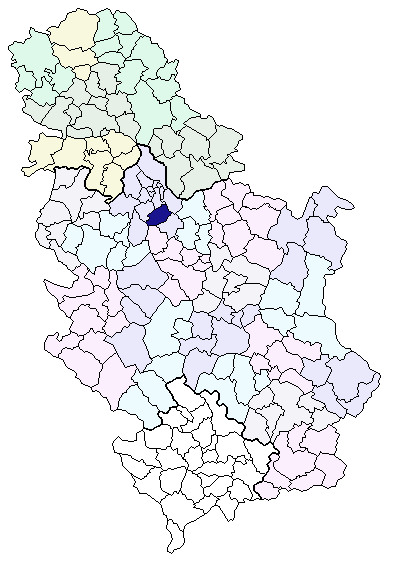
Localisation de la municipalité de Sopot en Serbie
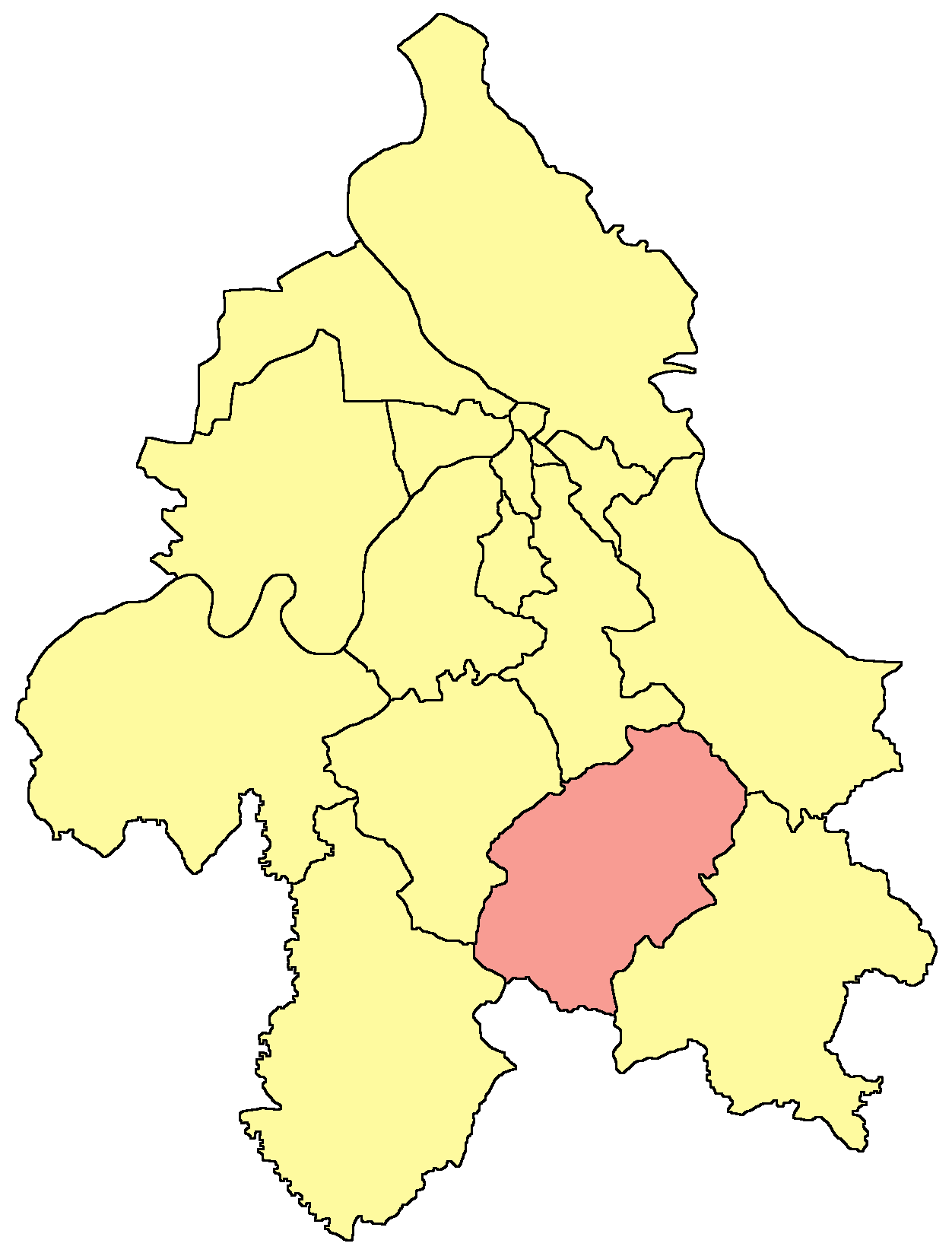
Localisation de la municipalité de Sopot dans la Ville de Belgrade

La municipalité de Sopot compte 17 localités :
- Babe
- Guberevac
- Drlupa
- Dučina
- Đurinci
- Mala Ivanča
- Mali Požarevac
- Nemenikuće
- Parcani
- Popović
- Ralja
- Rogača
- Ropočevo
- Sibnica
- Slatina
- Sopot
- Stojnik

Sopot est officiellement classée parmi les « localités urbaines » (en serbe : градско насеље et gradsko naselje) ; toutes les autres localités sont considérées comme des « villages » (село/selo).

## Démographie

### Évolution historique de la population dans la ville
| 1948 | 1953 | 1961 | 1971  | 1981  | 1991  | 2002  | 2011  |
| ---- | ---- | ---- | ----- | ----- | ----- | ----- | ----- |
| 576  | 552  | 970  | 1 272 | 1 581 | 1 720 | 1 752 | 1 887 |

## Politique

### Élections locales de 2004
À la suite des élections locales serbes de 2004, Živorad Mijosavljević, membre du Parti socialiste de Serbie (SPS), a été élu président (maire) de la municipalité de Sopot.

### Élections locales de 2008
À la suite des élections locales serbes de 2008, les 33 sièges de l'assemblée municipale de Sopot se répartissaient de la manière suivante :
| Parti                                | Sièges |
| ------------------------------------ | ------ |
| Liste « Živorad Žika Mijosavljević » | 13     |
| Parti radical serbe                  | 8      |
| Parti démocratique                   | 5      |
| Liste « Vladan Lukić »               | 4      |
| Liste « Liste Predrar Maksimović »   | 2      |
| G17 Plus                             | 1      |

Živorad Mijosavljević a été réélu président de la municipalité.

## Personnalité
Čeda Milosavljević (1898-1941), un professeur et un Partisan communiste qui s'est battu en Yougoslavie contre les nazis lors de la Seconde Guerre mondiale, est né à Stojnik, près de Sopot.